# Health//Disco
| Совокупная оценка | Совокупная оценка |
| Источник          | Оценка            |
| ----------------- | ----------------- |
| Metacritic        | (82/100)          |
| Оценки критиков   |                   |
| Источник          | Оценка            |
| AbsolutePunk      | (72%)             |
| Роберт Кристгау   | [ 4 ]             |
| Dirty             | [ 5 ]             |
| Drowned in Sound  | (9/10)            |
| Pitchfork         | (8.0/10)          |
| Twisted Ear       | [ 8 ]             |

HEALTH//DISCO (или //DISCO) — альбом ремиксов американской нойз-рок группы HEALTH. Он содержит ремиксы на треки с дебютного альбома HEALTH.
Альбом получил в основном положительные отзывы от критиков различных изданий. Например, NOW Magazine в своём обзоре написали следующее: «Каждый исполнитель добросовестно сохранил авторский стиль HEALTH, адаптировав при этом треки для клубных вечеринок. Восьмибитная версия „Crimewave“ от Crystal Castles хоть и звучит иначе, но всё ещё не так проста для восприятия, „Triceratops“ от CFCF звучит вполне в духе Miami Vice, а пульсирующая „Problem Is“ от Thrust Lab очень динамична. Абсолютно цельный и полностью удачный альбом».

## Список песен
1. «Triceratops (Acid Girls Rmx A)» — 5:03
2. «Lost Time (Pictureplane Rmx)» — 4:20
3. «Triceratops (Acid Girls Rmx B)» — 4:05
4. «Crimewave (Crystal Castles vs. Health)» — 4:32
5. «Heaven (Narctrax Rmx)» — 5:10
6. «Problem Is (Thrust Lab Rmx)» — 4:48
7. «Triceratops (CFCF Rmx)» — 3:35
8. «Lost Time (C.L.A.W.S. Rmx)» — 7:46
9. «Tabloid Sores (Nosaj Thing Rmx)» — 2:30
10. «Heaven (Pink Skull Rmx)» — 5:13
11. «Perfect Skin (Curses! Rmx)» — 5:46

## //DISCO+
Помимо этого альбом включает в себя пять композиций, которые содержались на диске в формате MP3. Этот раздел альбома называется //DISCO+. Бонусные композиции являются частью //DISCO, изданного в 2009 году на виниле.

### Список песен
1. «Zoothorns (Nastique Rmx)» — 5:21
2. «Tabloid Sores (Lovely Chords Rmx)» — 5:30
3. «Crimewave (Bearded Baby Re-Rmx)» — 3:50
4. «Glitter Pills (Toxic Avenger Rmx)» — 3:01
5. «The Power of Health (Captain Ahab Rmx)» — 5:08